# Xanthocalanus stewarti
Xanthocalanus stewarti is een eenoogkreeftjessoort uit de familie van de Phaennidae. De wetenschappelijke naam van de soort is voor het eerst geldig gepubliceerd in 2004 door Bradford-Grieve.